# Stones of Stenness

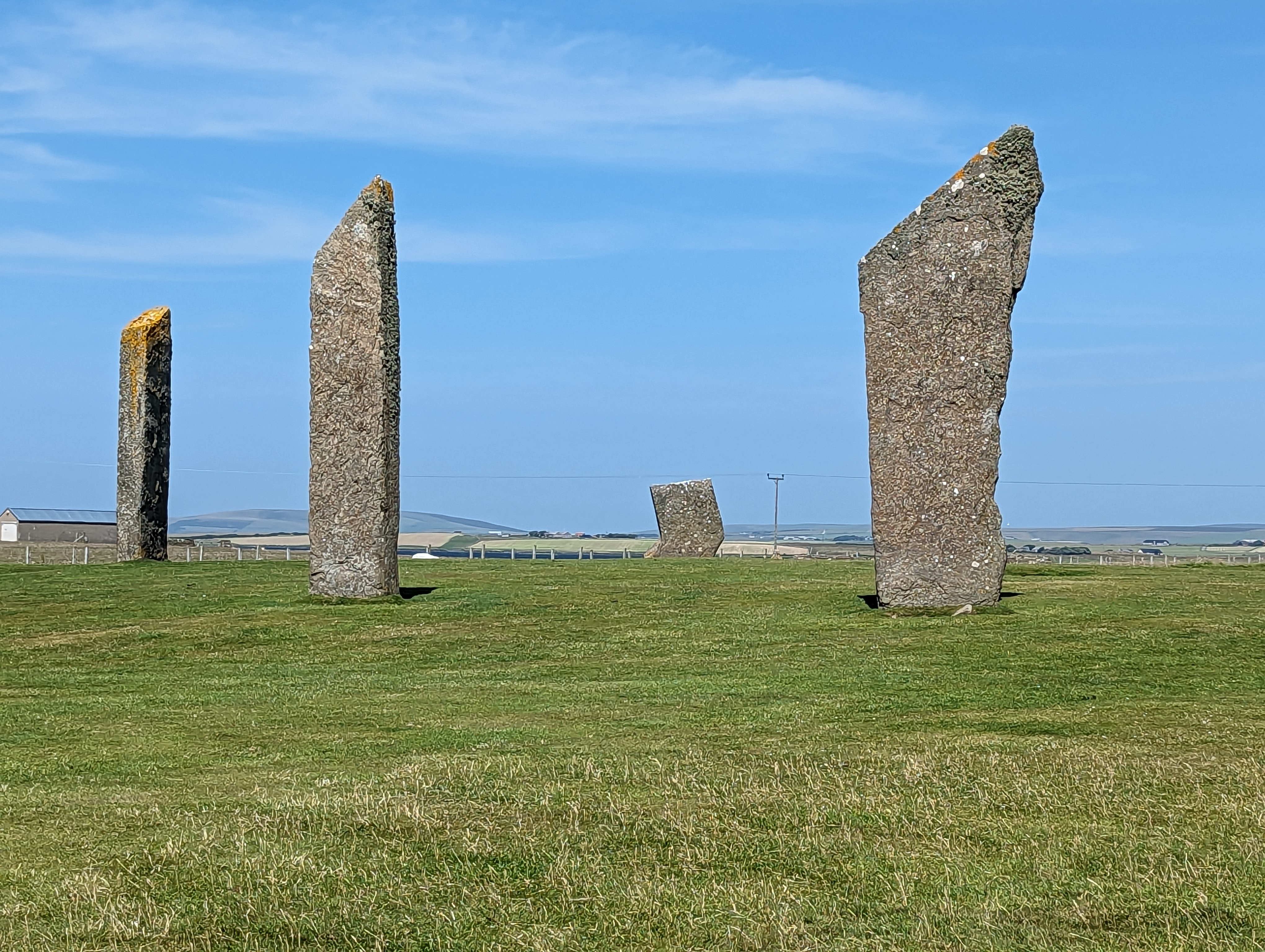
Stones of Stenness

Die Stones of Stenness sind ein neolithisches Henge-Monument (class I henge), das sich auf der Insel Mainland der Orkney befindet. Sie stehen seit 1906 unter staatlichem Schutz und sind seit 1999 als Teil des Heart of Neolithic Orkney UNESCO-Welterbe; ihre Erhaltung und Rekonstruktion werden somit durch das World Heritage Committee gefördert.

## Lage

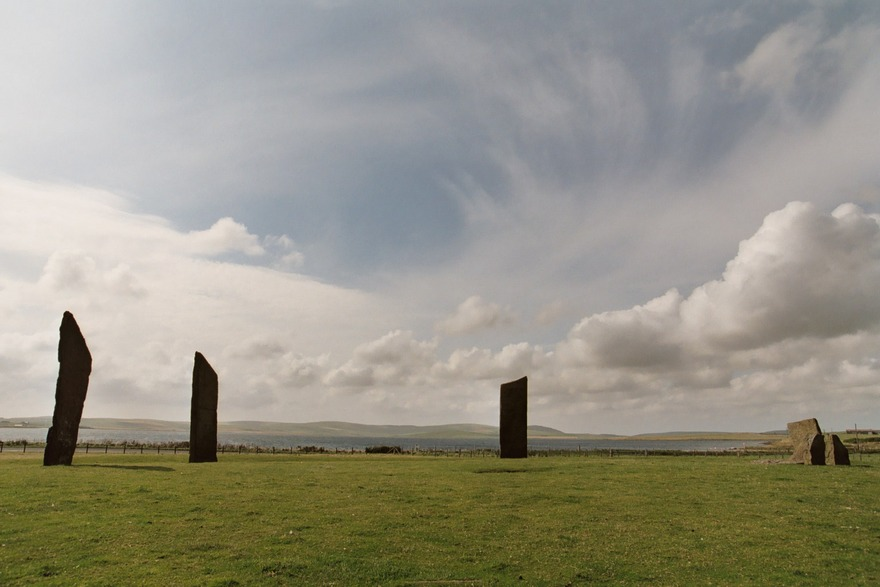
Stones of Stenness

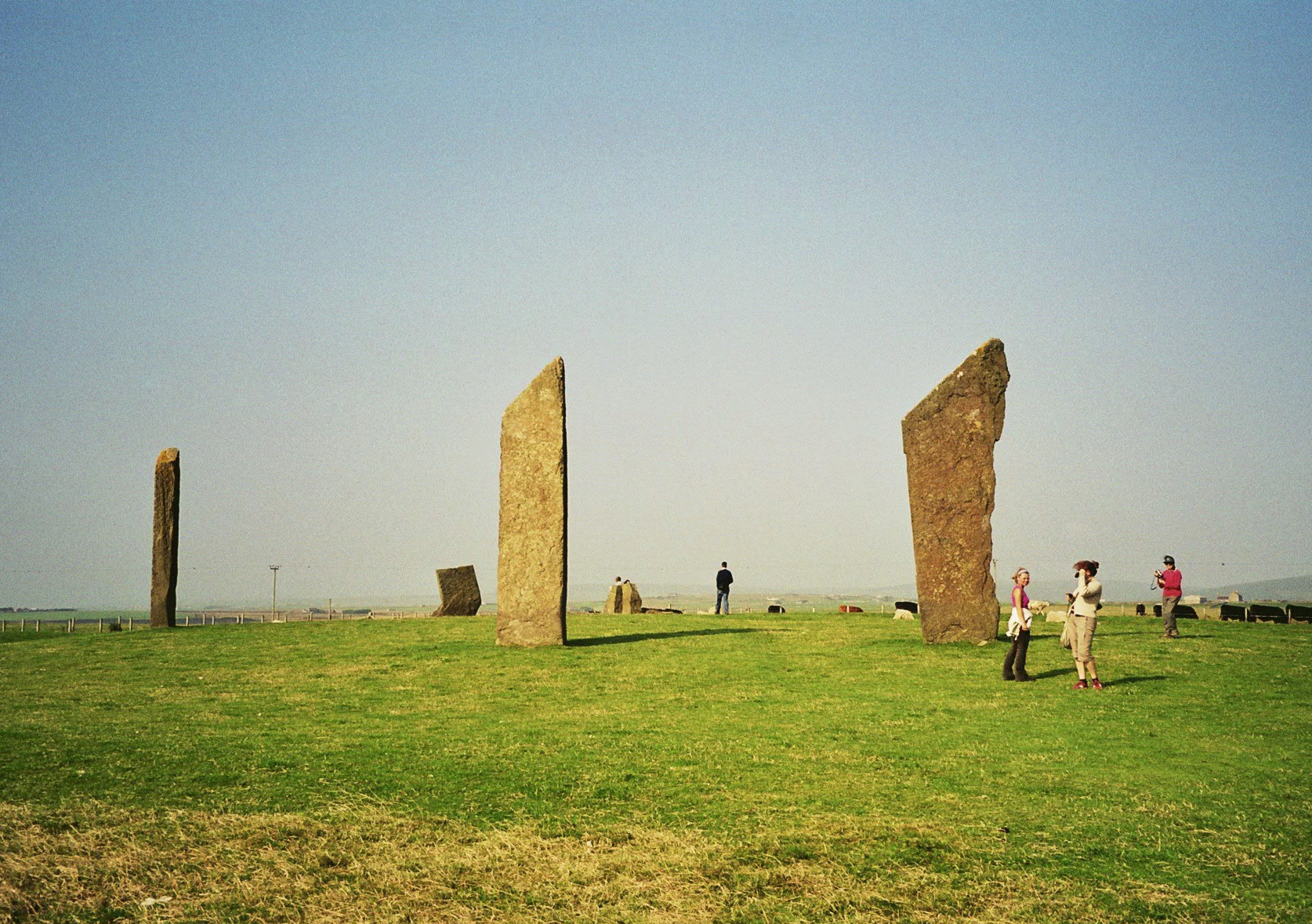
Größenvergleich zum Menschen

Die Stones of Stenness befinden sich zwischen dem Loch of Stenness und dem Loch of Harray in der Nähe der neolithischen Siedlung Barnhouse in Sichtweite des Passage Tomb von Maes Howe eine Meile südöstlich des Ring von Brodgar.

## Anordnung und Aufbau
Die Aufrichtung der Steine wurde durch die Radiokohlenstoffdatierung auf das Jahr 3100 v. Chr. datiert, Stenness ist damit einer der frühesten Steinkreise Britanniens. Somit ist es zur gleichen Zeit wie „Maes Howe“ entstanden. Von den 12 Steinen des inneren Kreises stehen heute noch vier. Dem Henge fehlen der umlaufende Graben und der Wall. Ausgrabungen haben gezeigt, dass der Graben 4 Meter breit und 2,3 Meter tief war. Die vier noch erhaltenen Steine gehören zu einem Oval von 30 Metern Durchmesser.
Im Zentrum liegt eine große Feuerstelle, die heute noch sichtbar ist. Es finden sich noch ein gepflasterter Weg, mehrere aufgestellte Steine, offenbar noch eine weitere Feuerstelle und Pfosten eines Drei-Stein-„Dolmen“ – die Feuerstelle erfüllte offenbar eine zentrale Funktion.
Bei Ausgrabungen gefundene Keramik und Tierknochen zeigen, dass die jungsteinzeitlichen Erbauer auf der Baustelle regelmäßig kochten und aßen.
Die Steine sind etwa fünf Meter hoch, der höchste über 5,7 Meter, und maximal 30 cm dick. Angeordnet sind sie in einer Ellipse mit einem Durchmesser von 31,7 Metern. Sie stehen auf einer Ebene, die von einem in den Sandstein des Untergrundes geschlagenen, beinahe geschlossenen 6 Meter breiten und 2,3 Meter tiefen Graben umgeben war. Um den Graben, dessen Enden im Durchgangsbereich rund sind, befindet sich ein Erdwallrest mit einem Durchmesser von 44 m und einem Zugang auf der Nordseite. Der Zugang zeigt in Richtung „Barnhouse“. In der Mitte des Henge fand man im Jahr 1973 bei Ausgrabungen eine kastenförmige Anordnung von Steinen, welche Einkerbungen für Steine oder Hölzer hatte. Darin wurden verbrannte Knochen, Holzkohle und Tonwaren gefunden. Im Graben wurden Knochen von Hunden, Rindern und Schafen, sowie ein menschlicher Fingerknochen gefunden. Die Keramik (Grooved Ware) deutet auf eine Verbindung zwischen dem Steinkreis sowie den Anlagen von Maes Howe und Skara Brae.
Man nimmt an, dass zum Ensemble des Steinkreises weitere Steine in der näheren Umgebung gehören. Diese sind der Watchstone (5,5 m Höhe), der Barnhouse Stone und der zerstörte Odin Stone.

## Zweck des Steinkreises
Über den Zweck des Steinkreises lässt sich heute nichts Genaueres sagen. Nur beim nahe stehenden Watchstone erkennt man einen möglichen Zweck: Zur Wintersonnenwende geht die Sonne genau zwischen den „Hoy-Bergen“ unter, wenn man diese vom „Watchstone“ aus betrachtet.

## Konstruktion
Man schätzt, dass ein einzelner Mensch für das Aufstellen der Steine im Inneren und das Ausheben des Grabens 5000 Tage benötigt hätte. Zum Vergleich, der Ring of Brodgar hat nur etwa die Hälfte dieser Arbeitszeit in Anspruch genommen.
Bis heute ist es ungeklärt, wie die Steine transportiert wurden. Der Steinbruch für die Steine ist aller Wahrscheinlichkeit nach Vestra Fiold, ein nördlich von Skara Brae gelegener Hügel.
Hierzu gibt es hauptsächlich zwei Theorien:
- Die Steine wurden auf Holzstämmen gerollt, die immer wieder erneut vor den Stein gelegt wurden. Die Orkneys waren damals, im Gegensatz zu heute, noch etwas bewaldet.
- Die Steine könnten über das Meer verschifft worden sein.

## Zerstörungen und Rekonstruktionen
1814 versuchte der Bauer Captain MacKay die Steine zu zerstören, da ihm Besucher des Steinkreises immer wieder sein Feld zertrampelten. Er zerstörte den weiter weg gelegenen „Odin-Stone“, stürzte einen der Steine im Inneren der Anordnung um und beschädigte weitere. Der Abschnitt mit dem Loch des „Odin-Stone“ wurde anscheinend als ein Gelenkstück für eine Pferdemühle missbraucht. Doch auch dieser Teil wurde beim Abriss der Pferdemühle zerstört. 1906 wurde der umgestürzte Stein wieder aufgerichtet. Dabei fand man einen kleineren Stein, der ebenfalls aufgerichtet wurde. Es wird aber darüber spekuliert, ob der kleinere Stein überhaupt zu der Anordnung gehört.
1907 wurde der Dolmen rekonstruiert, den Sir Walter Scott als Altar bezeichnet hatte. Er besteht aus zwei kleinen aufgerichteten Steinen und einer Steinplatte. Es wird spekuliert, ob es sich überhaupt um einen Dolmen handelt oder ursprünglich um einen Cove mit drei aufrecht stehenden Steinplatten. 1972 wurde diese Rekonstruktion durch eine Party auf dem Gelände zerstört und die Steinplatte fiel herunter.